# Serpentària
|  | No s'ha de confondre amb serpentari. |

|  | Per a altres significats, vegeu «bistorta». |

La serpentària o dragonera (Dracunculus vulgaris) és una espècie de planta de la família de les aràcies, la qual es distribueix pel Mediterrani central i oriental, fins al sud de Bulgària, i que habita a bosquets, terres de cultiu i ruïnes. El nom genèric Dracunculus és un diminutiu llatí de draco, que vol dir "petit drac", i l'epítet llatí específic vulgaris significa "vulgar".
És una planta perenne, de fins a més d'1 m d'alçada, amb tubercles subterranis i tiges sense fulles. Fulles amb pecíol llarg, que s'amplia a la base en un disc de taques porpres, làmina de 10 a 20 cm de longitud i d'11 a 35 cm d'ample, profundament dividida en 9-15 segments d'el·líptics fins a lanceolats i punxeguts. Bràctees de la inflorescència (espata) de 20 a 50 cm de longitud, normalment glabres, per fora verdoses i per l'interior porpra marronós, la part inferior enrotllada, la superior gairebé plana amb la vora ondulat. Espàdix tan alt com l'espata, sense o amb poques flors estèrils, apèndix de color porpra fosc, amb peduncle curt, pàl·lid. Baies vermell ataronjades i verinoses. El bestiar l'evita. Floreix a la primavera.

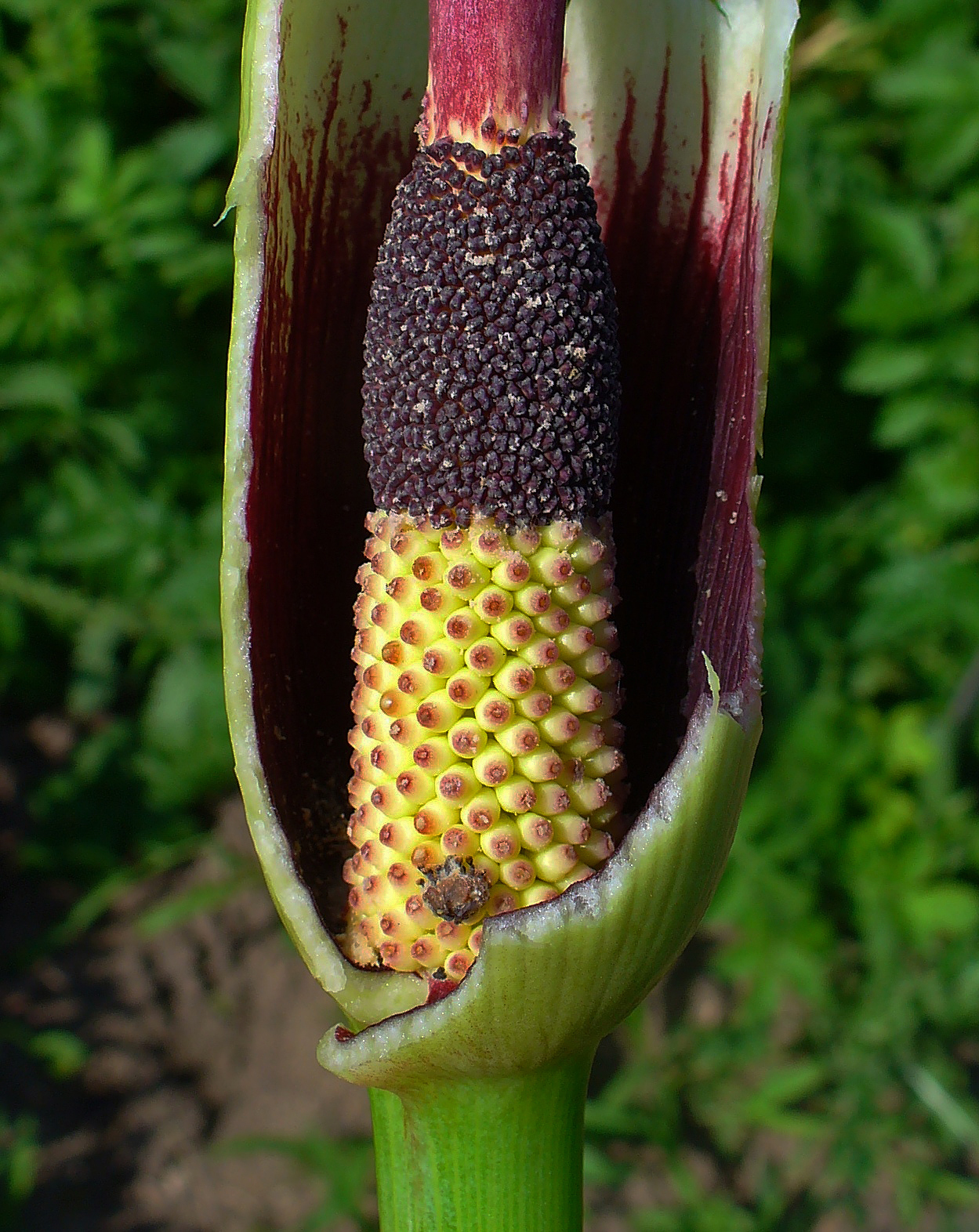
Inflorescència seccionada longitudinalment en que s'aprecien l'espàdix amb les flors masculines disposades a diferent nivell de les femenines
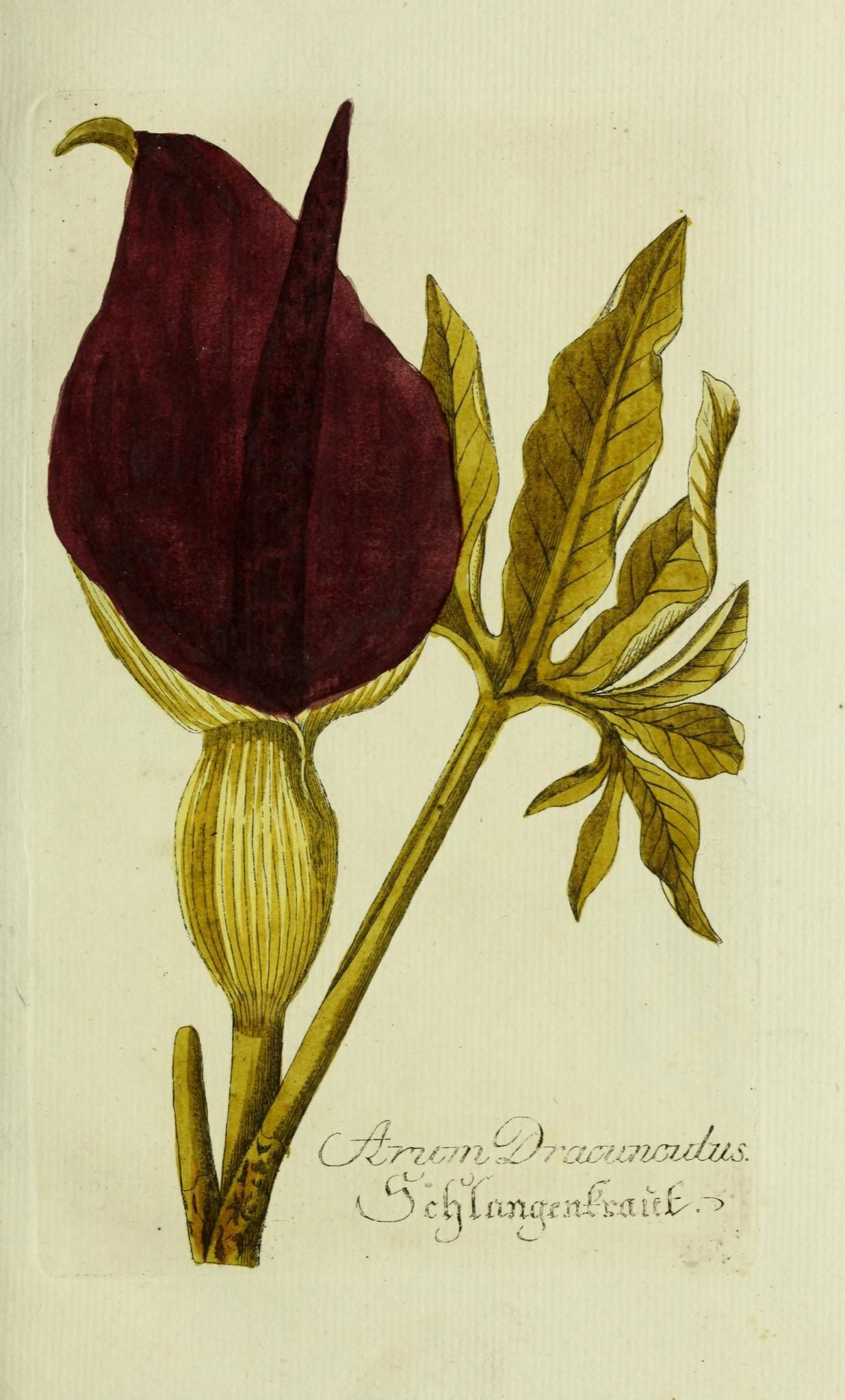